# Sahara (McCoy Tyner)
| Recensione | Giudizio |
| ---------- | -------- |
| AllMusic   |          |

Sahara è un album del pianista jazz statunitense McCoy Tyner, pubblicato dalla casa discografica Milestone Records nell'agosto del 1972.

## Tracce

### LP
Lato A
Musiche di McCoy Tyner.
1. Ebony Queen – 8:58
2. A Prayer for My Family – 4:45
3. Valley of Life – 5:17
4. Rebirth – 5:19

Lato B
Musiche di McCoy Tyner.
1. Sahara – 23:28

## Musicisti
- McCoy Tyner – pianoforte, koto (Valley of Life), flauto e percussioni (Sahara), pianoforte solo (A Prayer for My Family)
- Sonny Fortune – sassofono soprano (Ebony Queen e Sahara), sassofono alto (Rebirth), flauto (Valley of Life e Sahara)
- Calvin Hill – contrabbasso, percussioni e strumento a fiato (Valley of Life e Sahara)
- Alphonse Mouzon – batteria, percussioni (Valley of Life), tromba, strumento a fiato e percussioni (Sahara)

Note aggiuntive
- Orrin Keepnews – produttore
- Registrazioni effettuate nel gennaio 1972 al Decca Recording Studios di New York City, New York
- Remixaggio effettuato nel febbraio 1972 al Mercury Sound Studios di New York City, New York
- Elvin Campbell – ingegnere delle registrazioni
- Ray Hagerty – mastering
- Clarence Eastmond – foto fronte e retrocopertina album originale
- Ron Warwell – design copertina album originale
- Bob Palmer – note retrocopertina album originale [3]